# منظمة معايير صناعة التوطين
رابطة معايير صناعة التوطين (بالإنجليزية: Localization Industry Standards Association أوLISA ) هي هيئة تجارية مقرها سويسرا تهتم بترجمة برامج الحاسوب (وكل مايتعلق بها) إلى لغات طبيعية متعددة ، كانت متواجدة في الفترة من 1990 إلى فبراير 2011. كان معظم أعضائها من شركات تكنولوجيا المعلومات الكبيرة في تلك الفترة ، بما في ذلك Adobe وCisco وHewlett-Packard وIBM وMcAfee وNokia وNovell وXerox . 
لعبت LISA دورًا هاماَ لتمثيل شركائها في المنظمة الدولية للمعايير (ISO) ،  وتم تقديم معيار TermBase eXchange (TBX) الذي طورته LISA إلى ISO في عام 2007  وأصبح ISO 30042: 2008 .  و كان لها أيضًا دورا في W3C . 
و تم استخدام عدد من معايير LISA بواسطة OASIS Open Architecture لتأليف و توطين XML .
تم اغلاق LISA في 28 فبراير 2011 ،  وبعدها بفترة قصيرة اغلق موقعها على الإنترنت . بعد إغلاق LISA ، بدأ المعهد الأوروبي لمعايير الاتصالات مجموعة مواصفات الصناعة (ISG) الخاصة بالتوطين.  لدى ISG خمسة بنود عمل: 
- تبادل قاعدة المصطلحات(TBX) / ISO 30042: 2008 [9]
- تبادل ذاكرة الترجمة (TMX) ، مع GALA [10]
- تبادل قواعد التجزيئ (SRX) / ISO / CD 24621 [11] )
- تبادل مقاييس إدارة المعلومات العالمية - مجلد (GMX-V) ؛

و تنظيم اخر تشكل بعد إغلاق LISA هو المصطلحات الخاصة بالمنظمات الكبيرة (TerminOrgs) ، وهي مكونة من مجموعة من المختصين في المصطلحات الذين يروجون لأفضل ممارسات إدارة المصطلحات. 